# NGC 5409
NGC 5409 é uma galáxia espiral barrada (SBb) localizada na direcção da constelação de Boötes. Possui uma declinação de +09° 29' 26" e uma ascensão recta de 14 horas, 01 minutos e 46,0 segundos.
A galáxia NGC 5409 foi descoberta em 25 de Abril de 1883 por Ernst Wilhelm Leberecht Tempel.